# Nemzeti Bajnokság I.A (pallacanestro femminile)
La Nemzeti Bajnokság I.A è il massimo campionato dell'Ungheria di pallacanestro femminile.

## Storia
Il primo campionato fu organizzato nel 1933 dalla Magyar Atlétikai Szövetség.
Dal 1943 venne gestito direttamente dalla Federazione cestistica dell'Ungheria.

## Partecipanti
Le squadre nella stagione 2020-21 sono:
- DVTK Miskolc
- Szekszárd
- Újbuda
- Csata
- PEAC-Pécs
- PINKK-Pécsi 424
- Sopron, detentore
- MTK Budapest
- UNI Győr
- Vasas
- Ceglédi
- Zalaegerszeg

## Albo d'oro
- 1933 TFSE
- 1939 TFSE
- 1940 BSZKRT SE
- 1941 Gamma SE
- 1942-43 TFSE
- 1943-44 Nagykovácsi Áruház
- 1944 TFSE
- 1945 IX Madisz Dózsa
- 1945-46 IX Madisz Dózsa
- 1946-47  Budapest S.E.
- 1947-48  Budapest S.E.
- 1948-49  Budapest S.E.
- 1949-50  Budapest S.E.
- 1950  Budapest S.E.
- 1951  Budapest S.E.
- 1952  Budapest S.E.
- 1953  MTK Budapest
- 1954  Budapest S.E.
- 1955  Budapest S.E.
- 1956  MTK Budapest
- 1957  Budapest S.E.
- 1957-58  MTK Budapest
- 1958-59  Budapest S.E.
- 1959-60  Budapest S.E.
- 1960-61  MTK Budapest
- 1961-62  MTK Budapest
- 1962-63  MTK Budapest
- 1964  MTK Budapest
- 1965  MTK Budapest
- 1966  MTK Budapest
- 1967  Budapest S.E.
- 1968  MTK Budapest
- 1969  MTK Budapest
- 1970  MTK Budapest
- 1971 TFSE
- 1972  MTK Budapest
- 1973  Budapest S.E.
- 1974  Budapest S.E.
- 1975 Budapesti Spartacus
- 1976 Budapesti Spartacus
- 1977  Budapest S.E.
- 1978  Budapest S.E.
- 1979  Budapest S.E.
- 1980-81  Budapest S.E.
- 1981-82 Budapesti Spartacus
- 1982-83 Tungsram Budapest
- 1983-84 Tungsram Budapest
- 1984-85 Tungsram Budapest
- 1985-86  Budapest S.E.
- 1986-87 Tungsram Budapest
- 1987-88  Budapest S.E.
- 1988-89  MTK Budapest
- 1989-90 BEAC Budapest
- 1990-91  MTK Budapest
- 1991-92  Pécsi VSK
- 1992-93  Sopron
- 1993-94 Tungsram Budapest
- 1994-95  Pécsi VSK
- 1995-96  Pécsi VSK
- 1996-97 Ferencvárosi TC
- 1997-98  Pécsi VSK
- 1998-99  Sopron
- 1999-00  Pécsi VSK
- 2000-01  Pécsi VSK
- 2001-02  Sopron
- 2002-03  Pécsi VSK
- 2003-04  Pécsi VSK
- 2004-05  Pécsi VSK
- 2005-06  Pécsi VSK
- 2006-07  Sopron
- 2007-08  Sopron
- 2008-09  Sopron
- 2009-10  Pécs 2010
- 2010-11  Sopron
- 2011-12  UNI Győr
- 2012-13  Sopron
- 2013-14  PINKK-Pécsi 424
- 2014-15  Sopron
- 2015-16  Sopron
- 2016-17  Sopron
- 2017-18  Sopron
- 2018-19  Sopron
- 2019-20 non assegnato
- 2020-21  Sopron
- 2021-22  Sopron
- 2022-23  Sopron
- 2023-24  DVTK Miskolc
- 2024-25  Sopron

## Vittorie per club
| Squadra             | Città    | Titolo | Anno |
| ------------------- | -------- | ------ | --- |
| Budapest S.E.       | Budapest | 21     | 1946-47, 1947-48, 1948-49, 1949-50, 1950, 1951, 1952, 1954, 1955, 1957, 1958-59, 1959-60 (Közalkalmazottak SE/Petőfi) 1967 (VTSK) 1973, 1974, 1977, 1978, 1979, 1980-81, 1985-86, 1987-88 |
| Sopron              | Sopron   | 17     | 1992-93, 1998-99, 2001-02, 2006-07, 2007-08, 2008-09, 2010-11, 2012-13, 2014-15, 2015-16, 2016-17, 2017-18, 2018-19, 2020-21, 2021-22, 2022-23, 2024-25                                   |
| MTK Budapest        | Budapest | 15     | 1953, 1956, 1957-58, 1960-61, 1961-62, 1962-63, 1964, 1965, 1966, 1968, 1969, 1970, 1972, 1988-89, 1990-91                                                                                |
| Pécs 2010           | Pécs     | 11     | 1991-92, 1994-95, 1995-96, 1997-98, 1999-00, 2000-01, 2002-03, 2003-04, 2004-05, 2005-06, 2009-10                                                                                         |
| TSFE                | Budapest | 5      | 1933, 1939, 1942-43, 1944, 1971 |
| Tungsram Budapest   | Budapest | 5      | 1982-83, 1983-84, 1984-85, 1986-87, 1993-94 |
| Budapesti Spartacus | Budapest | 3      | 1974-75, 1975-76, 1981-82 |
| IX Madisz Dózsa     | Budapest | 2      | 1945, 1945-46 |
| BSZKRT SE           | Budapest | 1      | 1940 |
| Gamma SE            | Budapest | 1      | 1941 |
| Nagykovácsi Áruház  | -        | 1      | 1943-44 |
| BEAC Budapest       | Budapest | 1      | 1989-90 |
| Ferencvárosi TC     | Budapest | 1      | 1996-97 |
| UNI Győr            | Győr     | 1      | 2011-12 |
| PINKK-Pécsi 424     | Pécs     | 1      | 2013-14 |
| DVTK Miskolc        | Miskolc  | 1      | 2023-24 |